# Ferran Says i Casadellà
Ferran Says i Casadellà (l'Escala, Empordà, 1880-1942), va ser un compositor català de sardanes. Va passar bona part de la seva vida al barri de Sant Andreu de Barcelona. Cal fer esment de les seves sardanes:
- No et cansis si és balladora,
- La festa de l'Escala,
- El Montgrí encisador,
- La cançó del sastre,
- L'alegre Maria de casa,
- Moixaines d'Empordà,
- Dansaires de Mollet,
- Flaires de can Pantiquet,
- Donem-nos les mans,
- Joventut alegra els cors!,[1]
- Andreuenca,
- Records de l'Escala
- i L'encís de l'agrupació, entre d'altres.[2]

## Obra
Es conserva una obra seva al Fons Pere Rigau (TomR) dipositat al Museu de la Mediterrània de Torroella de Montgrí.
- Gentil Teresa. Sardana per a piano, datada entre finals del segle xix i principis del XX.